# Schwarz-Weiß-Delfine
Die Schwarz-Weiß-Delfine (Cephalorhynchus) sind eine Gattung kleiner Delfine in den kalten Meeren der Südhalbkugel.

## Merkmale
Zu den Schwarz-Weiß-Delfinen gehören die kleinsten Wale überhaupt – die Kopfrumpflänge liegt zwischen 110 und 180 cm, das Gewicht zwischen 26 und 86 kg. Allen gemein ist das Farbmuster aus schwarzen und weißen Partien, die deutlich voneinander abgegrenzt sind. Bei allen Arten sind Kopf, Flossen und Schwanz schwarz und der Bauch weiß gefärbt; am übrigen Körper variiert die Farbverteilung von Art zu Art. Die Schnauze ist stumpf, ein „Schnabel“ fehlt.

## Lebensweise
Wie alle Delfine leben Schwarz-Weiß-Delfine in Schulen. Diese bestehen aus zwei bis acht, manchmal auch über zwanzig Tieren. Sie leben nahe der Küste und schwimmen gerne im Gefolge von Booten, springen aber so gut wie nie. Im Gegensatz zu anderen Delfinen ernähren sich Schwarz-Weiß-Delfine zu einem großen Teil von bodenbewohnenden Wirbellosen, aber auch delfintypisch von Fischen.

## Systematik
Innerhalb der Familie der Delfine gehören die Schwarz-Weiß-Delfine mit zwei anderen Gattungen zur Unterfamilie Lissodelphininae. Ihre Schwestergruppe sind eine vom Schwarzdelfin (L. obscurus) und vom Weißstreifendelfin (L. obliquidens) gebildete Klade. Die Schwestergruppe aller drei Taxa ist die Gattung der Glattdelfine (Lissodelphis).
Die Arten sind:
- Commerson-Delfin (Cephalorhynchus commersonii), kalte und gemäßigte Meere Südamerikas und der angrenzenden Subantarktis
- Weißbauchdelfin (Cephalorhynchus eutropia), chilenische Küstengewässer
- Heaviside-Delfin (Cephalorhynchus heavisidii), Küstengewässer des südwestlichen Afrikas
- Hector-Delfin (Cephalorhynchus hectori), Küstengewässer Neuseelands

Anfang 2025 wurden zwei Delfinarten aus der polyphyletischen Gattung Lagenorhynchus in die Gattung Cephalorhynchus verschoben. Diese sind:
- der Peale-Delfin (Cephalorhynchus australis), Küstengewässer rund um die Südspitze von Südamerika
- der Stundenglasdelfin (Cephalorhynchus cruciger), Südpolarmeer

## Belege
1. 1 2 3  
Anders Galatius, Carl Christian Kinze, Morten Tange Olsen, Jakob Tougaard, Dietrich Gotzek, Michael McGowen: Phylogenomic, morphological and acoustic data support a revised taxonomy of the lissodelphinine dolphin subfamily. Molecular Phylogenetics and Evolution, Februar 2025, 108299, doi: 10.1016/j.ympev.2025.108299